# Tetraria pleosticha
Tetraria pleosticha är en halvgräsart som beskrevs av Charles Baron Clarke. Tetraria pleosticha ingår i släktet Tetraria och familjen halvgräs. Inga underarter finns listade i Catalogue of Life.